# Tarok
Tarok is een bestuurslaag in het regentschap Payakumbuh van de provincie West-Sumatra, Indonesië. Tarok telt 2006 inwoners (volkstelling 2010).